# Geografie Srbska
Tento článek popisuje zeměpisné poměry v Srbsku.

## Státní hranice
Na severu Srbsko hraničí s Maďarskem (délka hranice 164 km), na západě s Chorvatskem (314 km), Bosnou a Hercegovinou (345 km), Černou Horou (157 km), na jihozápadě s Kosovem (366 km), na jihu se Severní Makedonií (101 km), na východě s Bulharskem (344 km) a Rumunskem (531 km). Celková délka hranic je 2322 kilometrů.

## Krajní body
Světové strany
- Nejsevernější bod: na území města Subotica 46°11′24″ s. š., 19°39′42″ v. d.
- Nejjižnější bod: blízko města Miratovac 42°13′54″ s. š., 21°41′57″ v. d.
- Nejzápadnější bod: u obce Bezdan (Sombor) 45°49′1″ s. š., 18°50′25″ v. d.
- Nejvýchodnější bod: u obce Senokos (Pirot) 43°11′32″ s. š., 23°0′20″ v. d.

Nadmořská výška
- Nejvyšší bod: Midžur (2169 m n. m.) 43°23′39″ s. š., 22°40′36″ v. d.
- Nejnižší bod: hladina Dunaje (28 m n. m.) u města Negotin 44°12′53″ s. š., 22°40′17″ v. d.
- Výškové rozpětí: 2141 m

## Rozloha a poloha

Poloha země v Evropě

Rozloha Srbska představuje 77 474 km², což zemi řadí na 24. místo v Evropě a 116. místo ve světě. Rozlohou podobné jsou sousední Česko nebo Irsko. Z celkové rozlohy pokrývá 19 194 km² orná půda a 19 499 km² pokrývají lesy.
Srbsko je vnitrozemský stát, nacházející se na severu centrálního Balkánu. Má protáhlý tvar ve směru severozápad-jihovýchod a rozprostírá se od nížin Panonské pánve na severu, přes zvlněnou centrální část, až po výběžky pohoří Dináry, Karpaty a Stará planina v jižní polovině Srbska. Zemi dominuje rovinatá oblast kolem Dunaje a jeho velkých přítoků, řek Sáva, Tisa a Velika Morava, vytvářející rozsáhlé nížiny. Nejvýchodnější části země zasahují do Valašské nížiny. Východní hranice rovněž přetíná Karpatský oblouk. Karpaty se na východě Srbska setkávají s pohořím Staré Planiny, kde se nachází nejvyšší hora Srbska Midžur vysoká 2169 m. Na jihu Srbska, na hranicí s Kosovem, leží rozsáhlé pohoří Kopaonik. Na jihu země, na trojmezí s Kosovem a Černou Horou, leží pohoří Mokra Gora (max. 2156 m). Dinárské hory hory následují tok řeky Driny, která tvoří hranici Srbska a Bosny a Hercegoviny, tvoří celou hranici s Černou Horou a jižní hranici s Bosnou a Hercegovinou. Na východě Srbska leží pohoří Zlatibor (až 1496 m n. m.).
Na soutoku Dunaje a Sávy leží největší a současně hlavní město Bělehrad. Součástí Srbska je autonomní kraj Vojvodina na severu země. V jižní polovině dnešního Srbska leží Centrální Srbsko.

## Povrch

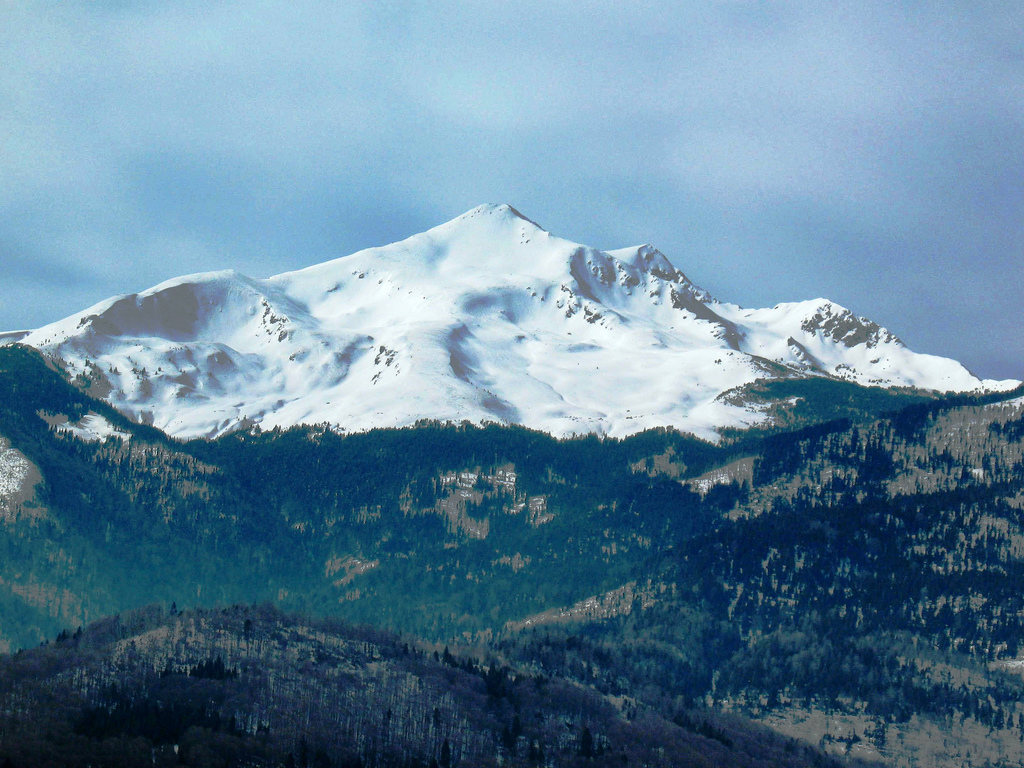
Masiv Djeravica

Topografie Srbska je velmi rozmanitá, čemuž odpovídá výškový gradient, dosahující 2628 metrů. Úrodné roviny Panonské pánve se nacházejí v severní části, jižně od Dunaje a Sávy se země vlní a postupně přes pásmo vrchovin a hornatiny přechází do velehornatin. Na východě do Srbska zasahují Srbské Karpaty, na které z jihovýchodu navazuje Stara planina. Západní a jižní část území zabírají planiny horského pásma Dinárské hory s rozsáhlými horstvy Kopaonik, Prokletije a Šar planina. V této části dosahují vrcholy kolem 2000 m n. m., v příhraničních oblastech ojediněle až nad 2500 metrů.
Nejvyšší vrchol Djeravica leží na trojmezí Srbska, Černé Hory a Albánie a dosahuje výšky 2656 m n. m. Pro území mimo sporné Kosova je dominantní Midžur (2168 m n. m.), ležící u bulharské hranice v pohoří Stara planina. Charakteristické pro tyto pohoří jsou soutěsky a rokle (významnou rokli Železná vrata vytvořil Dunaj na hranici s Rumunskem) a jeskynní systémy. V místě, kde Dunaj opouští území Srbska se nachází nejnižší bod, ležící v nadmořské výšce 28 m n. m.
Rozhodující roli při dotváření reliéfu sehrály velké řeky; Dunaj a Tisa přitékají z Maďarska, Sáva ze západu z Chorvatska. Spolu vytvářejí málo zvlněný terén rozsáhlých nížin, patřících do Velké uherské nížiny a pokrývající celou severní část Srbska. U Nového Sadu z nížiny vystupuje Fruška Gora (nejvyšší vrch Crveni Čot (539 m n. m.), u Bělehradu se zvedá planina Avala se stejnojmenným, 511 m vysokým vrchem. V centrální části je rozsáhlá nížina Velké Moravy, na východě z Bulharska zasahuje Dolnodunajská nížina a na jihu z Albánie okraj Drinské nížiny.

### Planiny

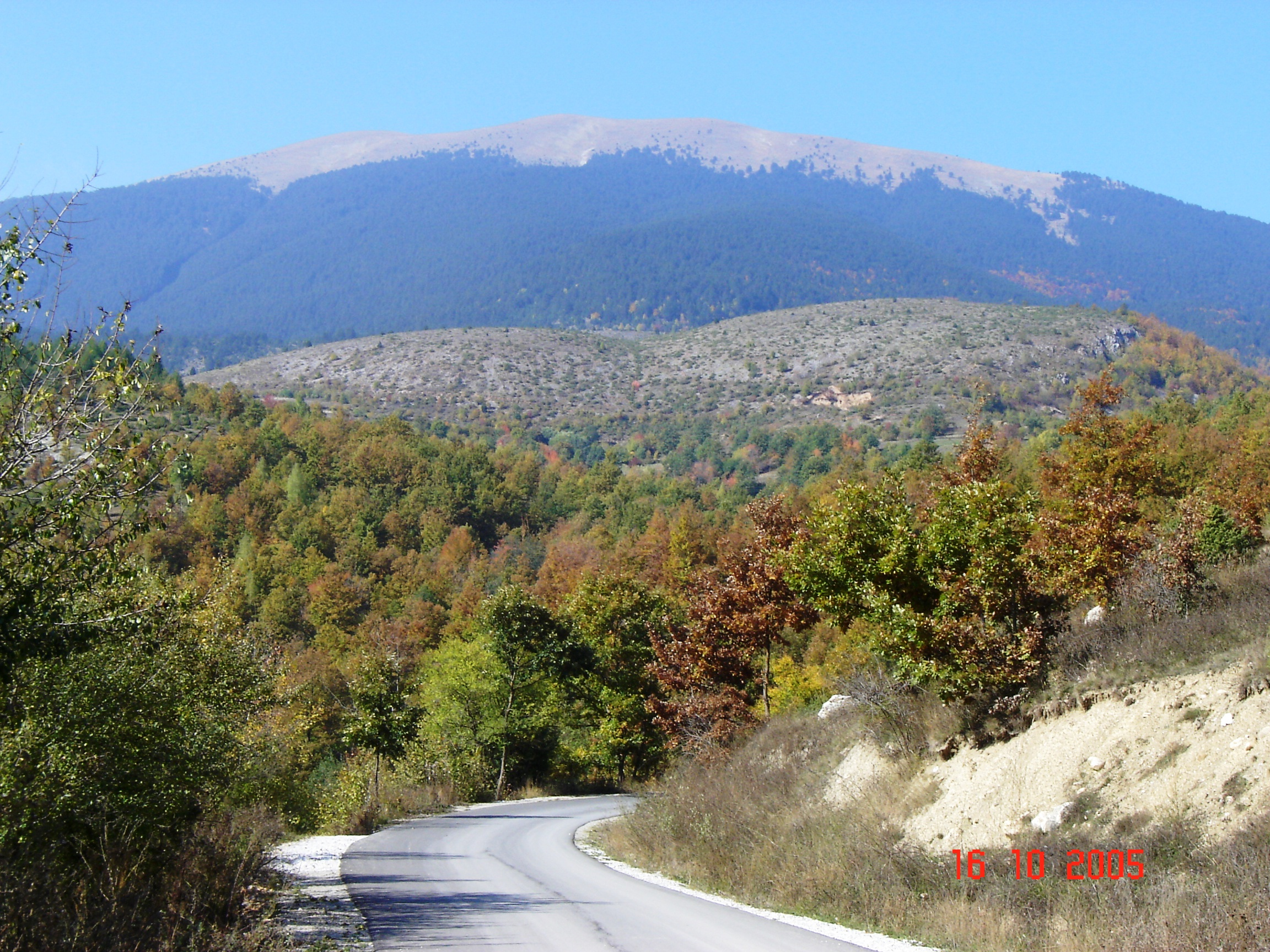
Pohled na Koritnik

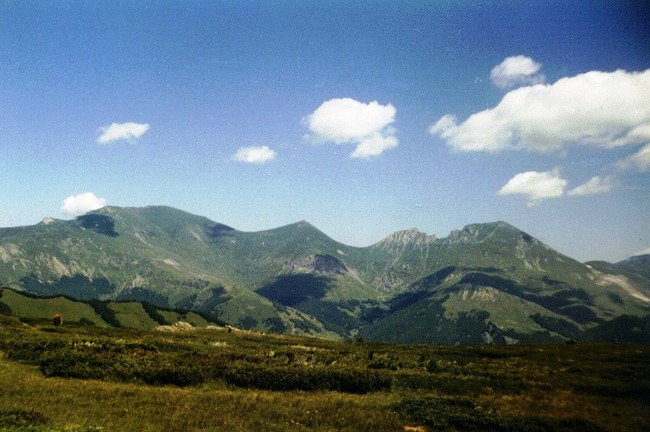
Pohraniční Šar planina

Opakem rovin na severu Srbska jsou hornaté oblasti v jižní polovině této balkánské země. Horské oblasti Dinárské soustavy, nazývané planiny, se táhnou od hranic s Bosnou a Hercegovinou jihovýchodním směrem k černohorskému, albánskému a severomakedonskému pohraničí. Od východně orientovaných horských pásem Staré planiny a Rilský-rodopského masivu v bulharském pohraničí je odděluje kotlina, vytvořená Velkou a Jižní Moravou.
Srbské planiny se dělí na:
- Rodopske planine
- Karpatsko-balkanske planine
- Dinárské hory

Nejvyšší jsou pohoří
(s maximem nad 2000 m n. m.)
- Prokletije (Djeravica 2656 m n. m.)
- Šar planina (Peška 2651 m n. m.)
- Bogićevica (Maja e Rops 2533 m n. m.)
- Koprivnik (Veternik 2461 m n. m.)
- Hajla (Hajla 2403 m n. m.)
- Koritnik (Koritnik 2393 m n. m.)
- Žljeb (Rusulija 2381 m n. m.)
- Streočka planina (Streoc 2377 m n. m.)
- Junička planina (Rasa e Žogit 2305 m n. m.)
- Ošljak (Ošljak 2212 m n. m.)
- Stara planina (Midžur 2168 m n. m.)
- Mokra Gora (Pogled 2154 m n. m.)
- Suva planina (Bandera 2098 m n. m.)
- Jezerska planina (Ostrvica 2092 m n. m.)
- Kopaonik (Pančičev vrh 2017 m n. m.)
- Paklen (Maja e Vjeljakut 2014 m n. m.)

### Nížiny
Území Vojvodiny a severní poloviny centrálního Srbska pokrývá rozsáhlá nížina Panonské pánve s úrodnou půdou. Nivy velkých řek jsou částečně pokryty lužním lesem, ale velká část půdy je obhospodařována. Převládá pěstování obilovin a kukuřice, významnými plodinami jsou i slunečnice, cukrová řepa, brambory, olejniny, konopí a len. Hospodářské plodiny doplňuje pěstování ovoce a zeleniny.

### Ochrana přírody
Poloha na pomezí středomořské a kontinentální klimatické oblasti s velkým výškovým rozdílem skýtá rozmanité zastoupení fauny a flóry. Mnohé, zejména horské oblasti Srbska, se zachovaným biotopem jsou řídce osídleny a jen málo dotčeny lidskou činností, proto byly zahrnuty do chráněných území. V zemi se nachází pět národních parků, které mají celkovou rozlohu 165 901 hektarů (1659 km²), což představuje 1,6 % rozlohy země. Nejstarší a nejdostupnější je NP Fruška gora, vyhlášený v roce 1960, který se rozprostírá v blízkosti Nového Sadu. V přípravě je prohlášení Národního parku Prokletije.
Srbské národní parky
- Fruška gora (25 393 ha)
- Đerdap (67 698 ha)
- Kopaonik (11 810 ha)
- Tara (22 000 ha)
- Šara (39 000 ha)

Seznam vzácných a biotopově bohatých území doplňuje 22 přírodních rezervací, 23 přírodních parků (+ 8 v procesu schvalování), 64 přírodních památek a 225 dalších přírodně vzácných lokalit.

## Podnebí
Klima Srbska odráží jeho polohu v jižní části centrální Evropy, patřící do mírného klimatického pásma. Mírné kontinentální klima severní stepní oblasti je charakteristické chladnými zimami a horkými, mírně suchými léty s rovnoměrnými, ale nepříliš vydatnými srážkami. Na planinách jsou léta krátká a zimy dlouhé s dostatkem sněhových srážek, kotliny a nížiny v jižní části jsou ovlivňovány blízkým Jaderským mořem a středomořským klimatem. V jižní, hornaté části mají na klima značný ochlazující vliv okolní pohoří.
Průměrná teplota v lednu dosahuje v nížinách 0 až -2 °C, ve vyšších polohách -2 až 4 °C, v červenci je to kolem 22 °C v nížinách a asi 18 °C v hornatých oblastech. Celoroční průměr nížinatých oblastí dosahuje 10,9 °C, ve středních polohách s nadmořskou výškou přibližně 1000 m n. m. je to kolem 6,0 °C. Nejnižší absolutní teplota v Srbsku -39,5 °C byla naměřena 13. ledna 1985 v osadě Karajukića Bunari v horách na jihozápadě země, nejvyšší teplota 44,9 °C byla pozorována 24. července 2007 v místě Smederevska Palanka v centrálním Srbsku.

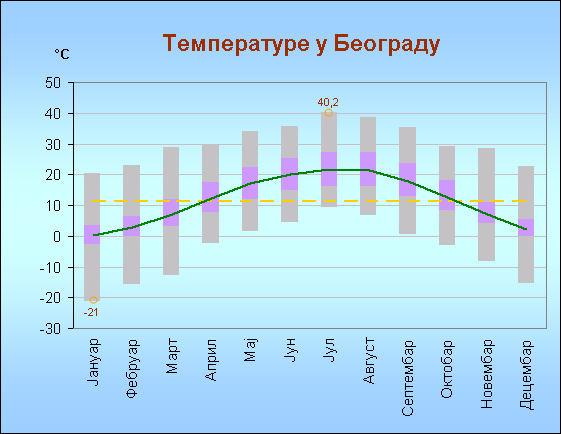
Klimatogram Bělehradu

Srážek je nejvíce v horských oblastech, nejméně ve stepních oblastech ve středním a severním Srbsku. Během roku jsou nerovnoměrně rozděleny, přičemž více jich je na jaře a na podzim. Mimo horské oblasti je dlouholetý průměr na úrovni 550–600 mm, v horských oblastech dosahuje až 1500 mm. Sněhová pokrývka se v nížinách udrží v průměru 40, ve vyšších polohách planin až kolem 120 dní.

### Rostlinstvo

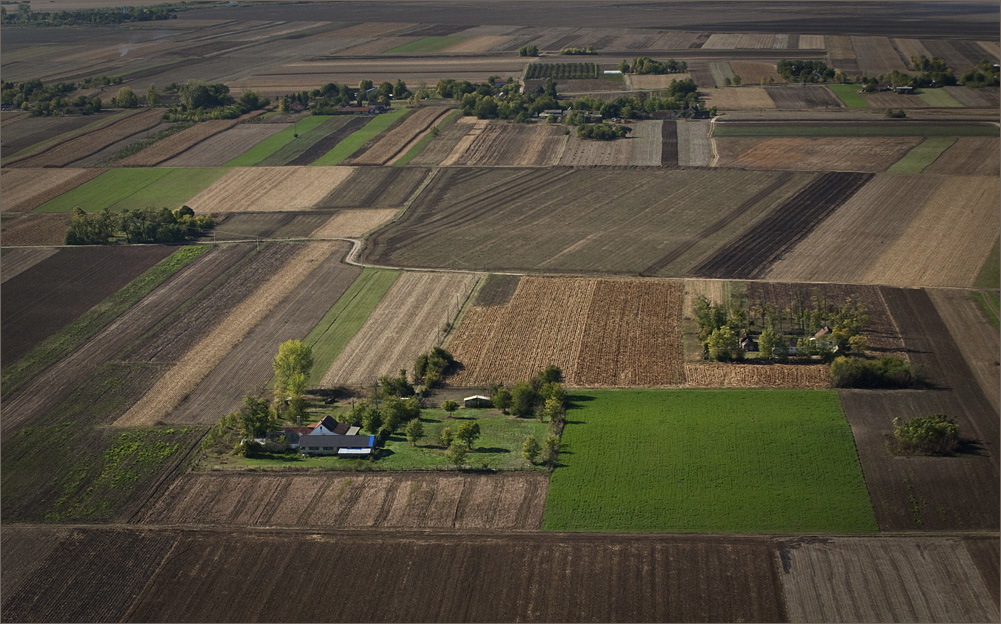
Obhospodařovaná pole lány v Bačce

Velkou rozmanitost fauny a flóry zajišťuje široká paleta prostředí, zastoupených od nížin po velehory. Lesy pokrývají více než čtvrtinu území země, především v jihozápadní, jižní a jihovýchodní části. Nížiny s nadmořskou výškou mezi 50 až 200 metrů se nachází v severní části Srbska, v povodí řek Dunaj, Sáva a Tisa. Zde převládá tzv. stepní pásmo, které je díky rozsáhlým oblastem černozemě intenzivně zemědělsky využíváno a typickými zástupci původní flóry jsou různé druhy bylin. Z původních lesostepí se zachovaly řídké porosty topolů, dubů a jasanů, na které v podmáčených oblastech navazují lužní lesy s převahou vrb, olší a topolů. Záplavová území tvoří bažiny s ideálními podmínkami pro život vodních rostlin i živočichů. V nejvyšších polohách se vyvinuly vysokohorské louky tundrového charakteru. Kromě zonální vegetace jsou v závislosti na místních podmínkách zastoupeny i jiné typy vegetace, např. nížinné louky, rašeliniště, stepní fragmenty aj.
Ve středních polohách převládá smíšený les mírného pásma, nad horní hranicí lesa leží (alpská) tundra. V rámci lesního ekosystému se zde nacházejí 4 ekoregiony:
- Balkánské smíšené lesy (srbsky balkanske mešovite šume; zabírají většinu území na jih od Sávy a Dunaje),
- Panonské smíšené lesy (srbsky panonske mešovite šume; zabírají Panonské nížiny v okrajových oblastech),
- Dinárské smíšené lesy (srbsky dinarske mešovite šume; oblast v jihozápadní části Srbska),
- Rodopské smíšené lesy (srbsky rodopske planinske mešovite šume; v jihovýchodní části Srbska).

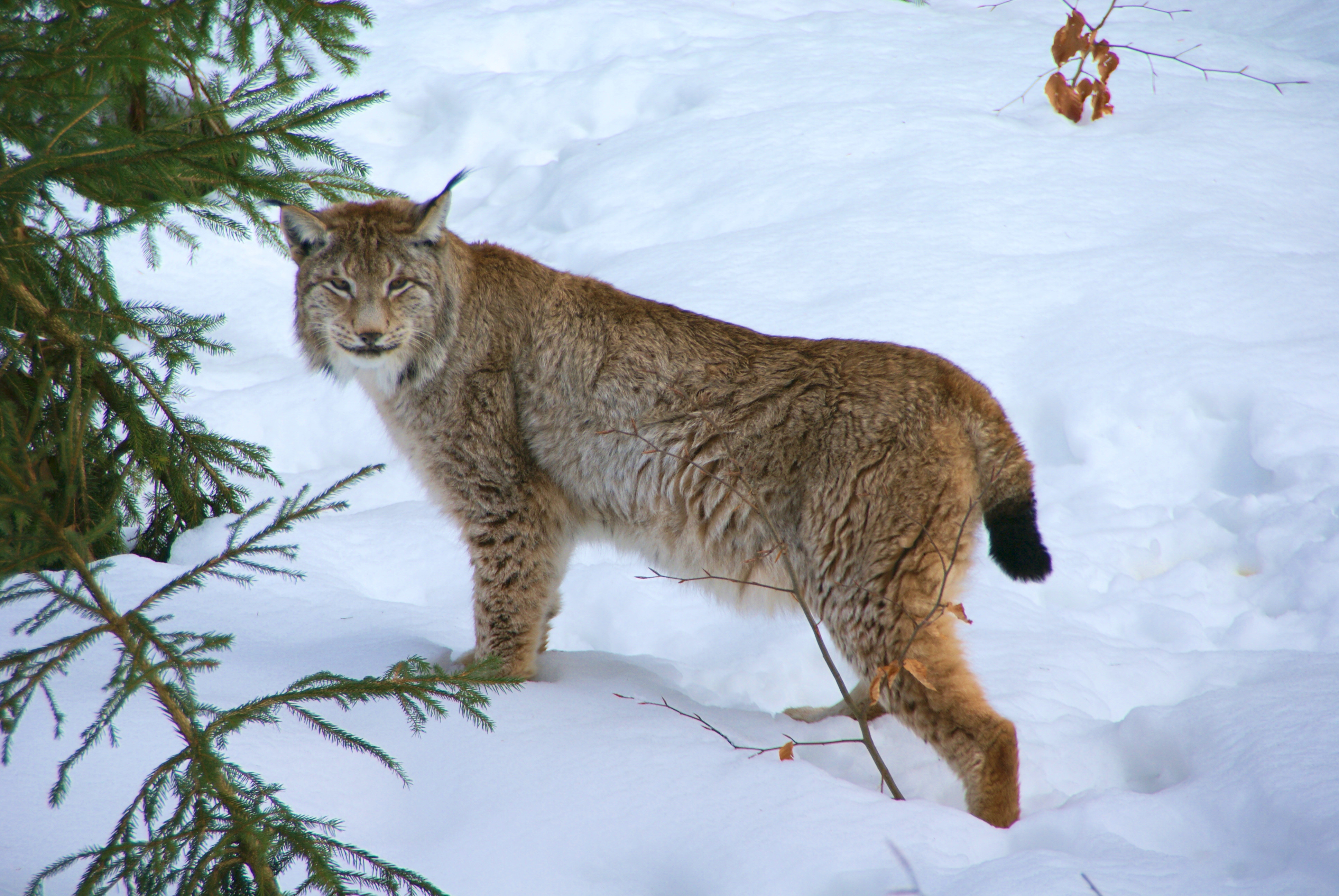
Rys je v srbské přírodě chráněn

### Živočišstvo
Různorodé prostředí v Srbsku vytváří vhodné podmínky pro faunu, což se odráží ve výskytu až 43,3 % živočišných druhů, které jsou registrovány na území Evropy. Jen v říčních systémech a jejich blízkém okolí žije 110 druhů ryb a 20 druhů obojživelníků, plazi jsou zastoupeni 45 druhy, ptáci 260 druhy a savci 94 druhy.
Mezi nejčastější volně žijící druhy živočichů patří jeleni, daňci, srnci, kamzíci, mufloni, divoká prasata, medvědi, rysové, vlci, kuny, jezevci, veverky, lišky, ale také ježci, ještěrky, hadi a různé druhy hmyzu. Podobně bohatě je zastoupena skupina ptáků a ryb.

## Vodstvo

### Hydrologie

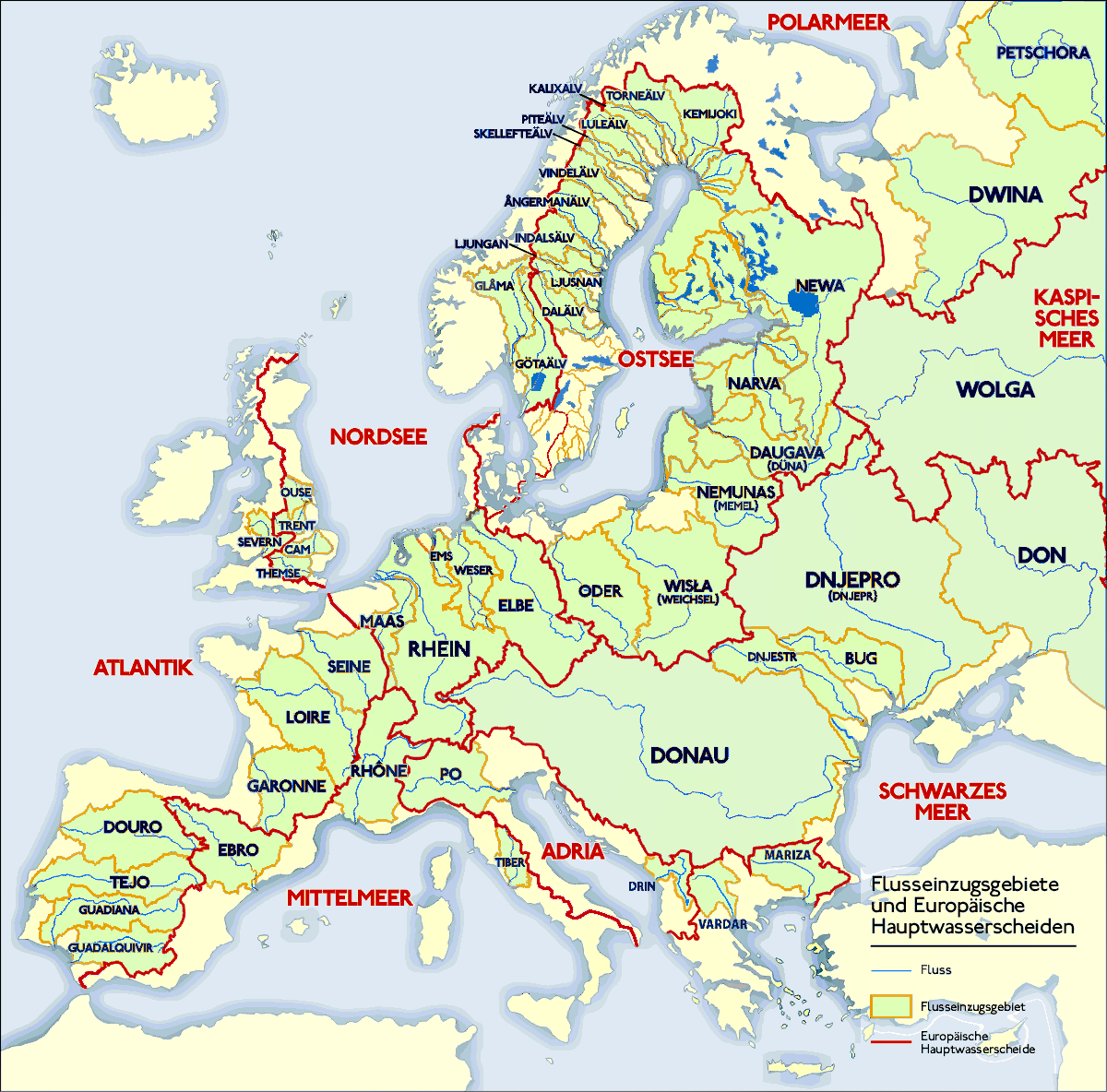
Mapka hlavních evropských povodí

Téměř všechny vody řek Srbska prostřednictvím řeky Dunaj tečou do Černého moře. Dunaj, druhá největší evropská řeka, protéká Srbskem v délce 588 kilometry (21 % její celkové délky) a jde o největší zdroj sladké vody v zemi. Jeho největší přítoky v Srbsku jsou Velká Morava (nejdelší řeka, která leží jen v Srbsku s 493 km délky), Sáva a Tisa Mohutné řeky odvádějí vodu z 92,4 % území korytem Dunaje do Černého moře, z 5,4 % území v jižní části (Kosovo) proudí voda řekou Drin do Jaderského moře a z 2,2 % rozlohy v jižních okrajových částech přebytečná voda odtéká řekou Pčinja do Egejského moře. Rozvodnice prochází hřebenem jižně položených (většinou pohraničních) hor.
Topografie a sběrná oblast řek určuje jejich vodní režim, který je s výjimkou Dunaje sněhově – deště, s maximy v březnu a dubnu, během tání sněhu v horách a krátkodobě během letních a podzimních bouří a dlouhodobějších dešťů. Území lze rozdělit na dvě odlišné části; zatímco jižní polovina Srbska je pramennou oblastí řek, severní části dominují velké řeky s menšími lokálními přítoky a řídkou říční sítí.

### Řeky

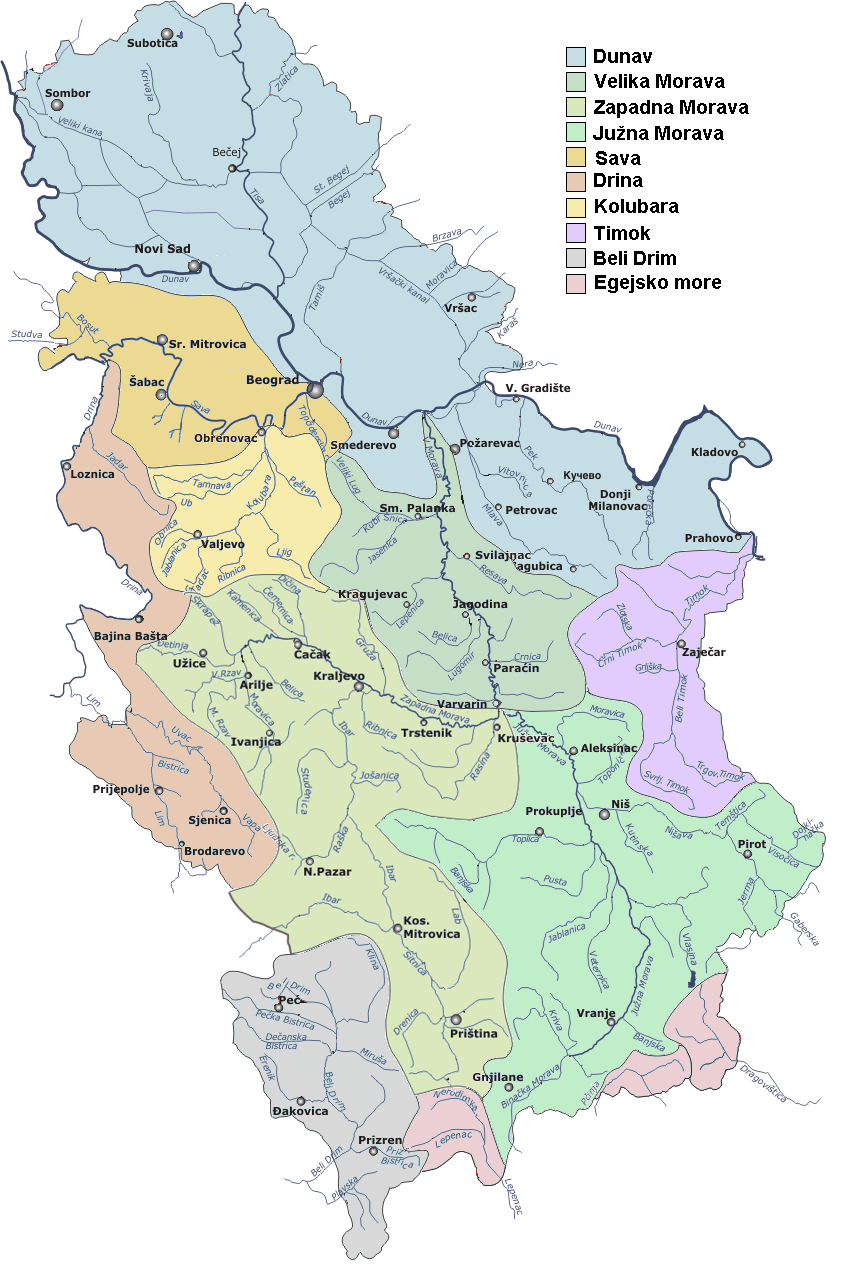
Povodí v Srbsku

Srbskému území dominuje povodí Dunaje (nachází se zde 10,3% jeho povodí) a Velké Moravy, významné jsou také povodí Sávy s Kolubarou, Driny s Uvacem a Limem, Drinu a Timoku. Říční systém velkých řek je využíván k lodní dopravě, přičemž na Dunaji, Sávě, Tise i Velké Moravě jezdí i větší lodě. Na srbském území se průměrný průtok Dunaje zdvojnásobuje a při vstupu do Bulharska dosahuje kolem 5000 m³/s. Přestože všechny kratší přítoky mají vodní stavy závislé na aktuálních srážkách, průtoky Dunaje a částečně i Drávy (která se do Dunaje vlévá z chorvatské strany) ovlivňuje tání sněhu a ledovců v Alpách, čímž jejich průtoky kulminují s mírným zpožděním. Hladinu výrazně zvedají letní bouřky a delší období vydatných podzimních dešťů v povodí přítoků. Na několika řekách jsou postaveny vodní elektrárny, ale zachovaly se i meandrující úseky, obklopené lužními lesy s bohatým biotopem.
Deset nejdelších řek v Srbsku
- Dunaj (v Srbsku 588 km, celkem 2 857 km)
- Západní Morava (308 km)
- Jižní Morava (295 km)
- Ibar (276 km)
- Drina (220 km, celkem 346 km)
- Sáva (206 km, celkem 945 km)
- Timok (202 km)
- Velika Morava (185 km)
- Tisa (168 km, celkem 966 km)
- Nišava (151 km, celkem 218 km)

### Vodní plochy

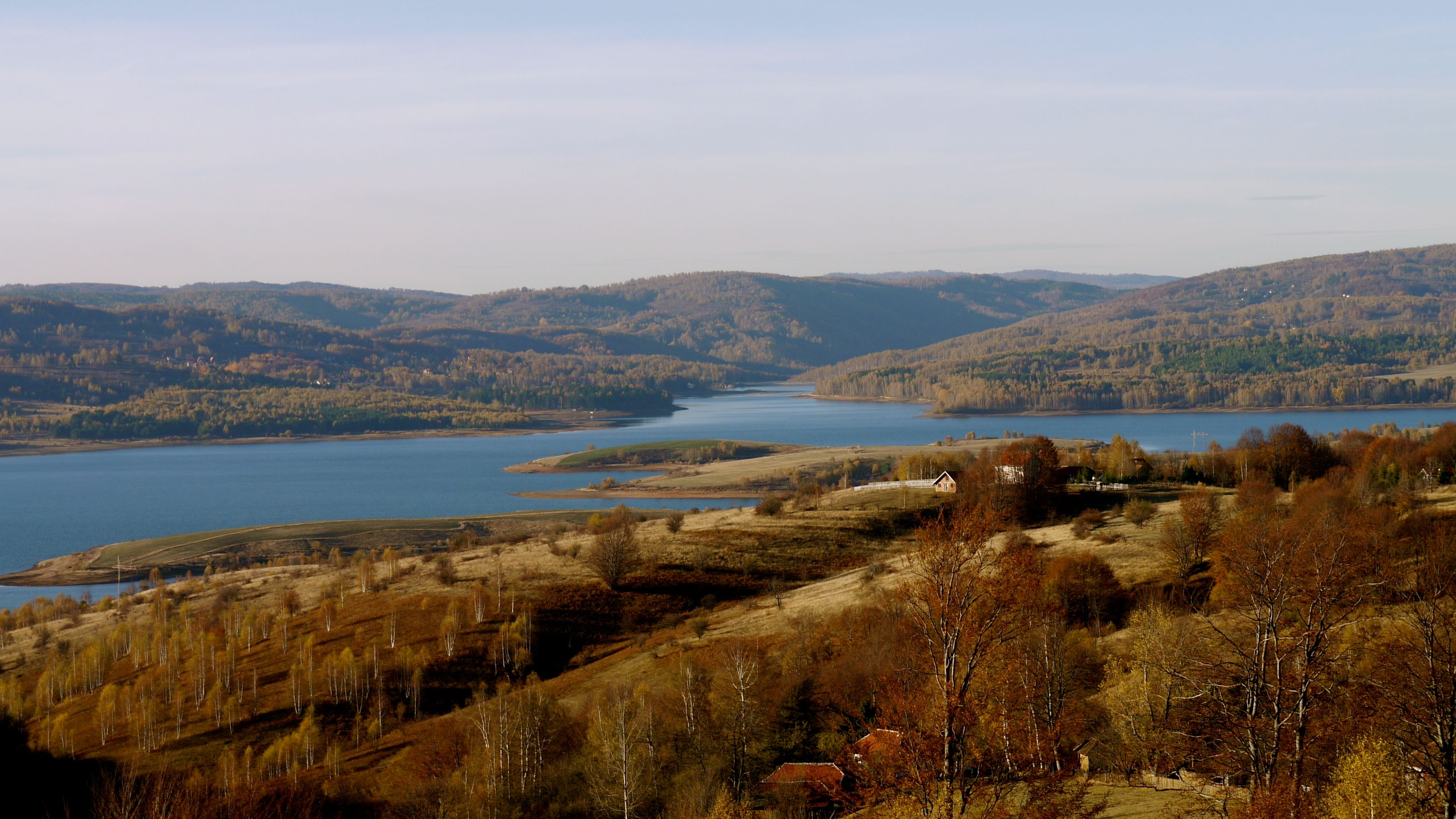
Vlasinsko jezero v jižním Srbsku

Vzhledem ke tvaru terénu jsou přírodní jezera pouze vzácná a malá. Většina z nich se nachází v horských oblastech na jihu a v nížinách Vojvodiny, jako je ledovcové Palićské jezero (s plochou 6 kilometrů čtverečních je největším přírodním jezerem Srbska) nebo četná mrtvá ramena podél tekoucích řek (jako Zasavica a Carska bara). V Srbsku jsou nicméně četná umělá jezera, většinou postavené jako vodní přehrady; největší je přehrada na Dunaji Železná vrata s plochou 163 čtverečních kilometrů na srbské straně (další část patří k Rumunsku; celková plocha přehrady je 253 kilometrů čtverečních), stejně jako i nejhlubší (s maximální hloubkou 92 metrů).
Dalším umělým jezerem je přehrada Peručac na Drinu a částečně umělé Vlasinské jezero na řece Vlasina s plochou 15 km². Největším přirozeným jezerem je ale Palićské jezero na severu Vojvodiny, které má 4,2 km² a je součástí Přírodního parku Palić. Největší vodopád Jelovarnik, ležící v pohoří v Kopaonik, je 71 metrů vysoký. Země má relativně hojné množství neznečištěných povrchových vod a četné podzemní přírodní a minerální vodní zdroje vysoké kvality.

## Územně správní členění

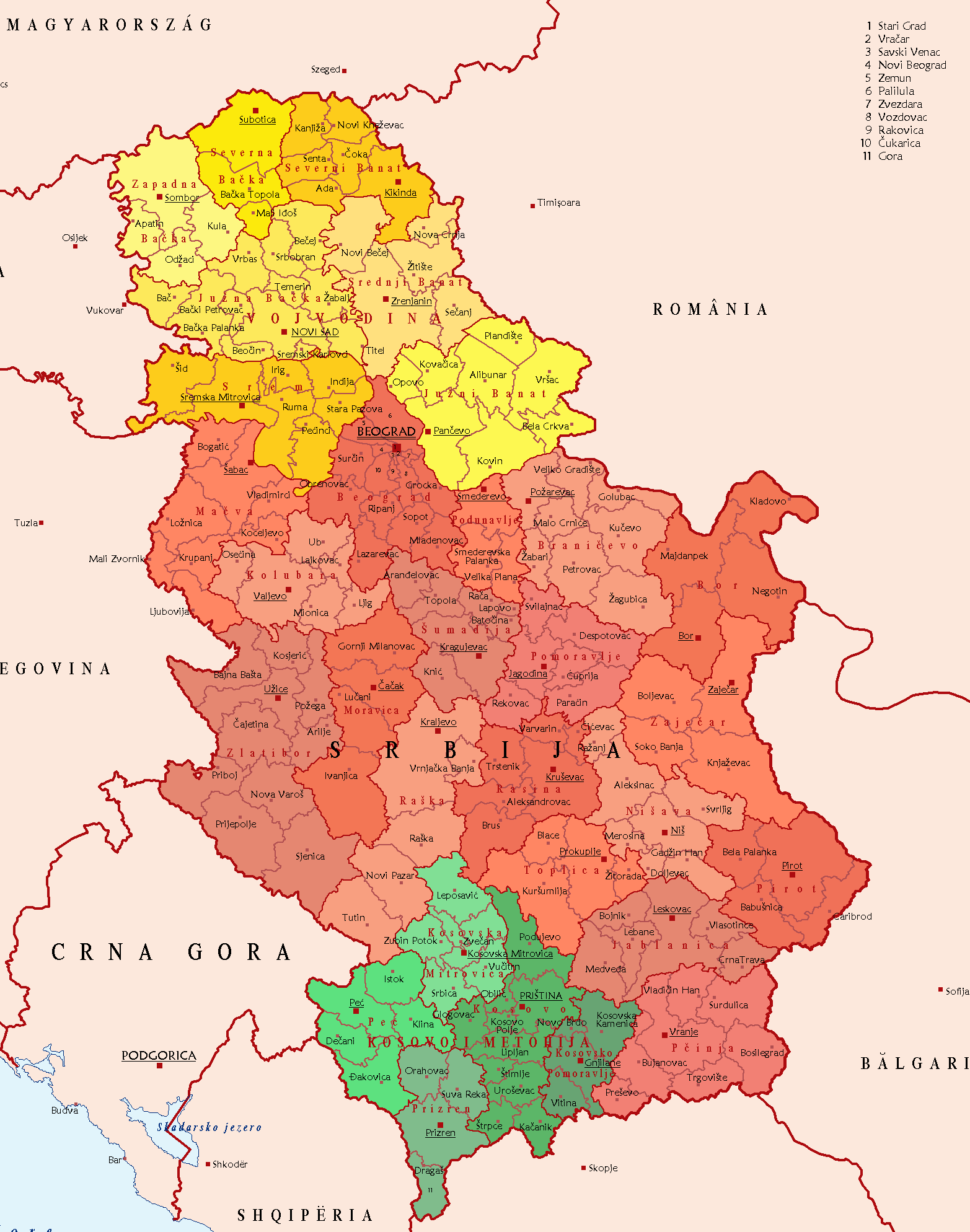
Administrativní členění Srbska

Území Srbska je rozděleno na tři celky; dva autonomní kraje doplňuje vlastní Centrální Srbsko (to však netvoří správní celek). Tyto se dále člení na obvody, odpovídající okresům. Zajímavostí je fakt, že v celém Srbsku je pouze 24 měst (gradovi), menší ale početnější jsou městské obce (gradska naselje; s minimálně 2000 obyvateli). Nejpočetnější jsou základní správní jednotky, odpovídající obcím (naselje).
Do roku 1999 bylo pod srbskou kontrolou také Kosovo, které poté k Srbsku náleželo do 17. února 2008 již jen formálně. V dobách SFRJ, do roku 1989, byly Vojvodina s Kosovem srbskými autonomní oblastmi s velice širokou autonomii, pak však tato autonomie byla omezena. Nyní je Vojvodina i nadále autonomní oblastí, dříve srbské Kosovo (v roce 1989 byl vrácen dřívější oficiální název Kosovo a Metohija) bylo v letech od roku 1999 do 17. února 2008 zvláštní oblastí pod mezinárodní správou garantovanou OSN, která byla vyňata z dosahu srbské správy. Podle mezinárodního práva, garantovaného Chartou OSN i usnesením Organizace pro bezpečnost a spolupráci v Evropě o územní celistvosti OSN bylo Kosovo nedílnou součástí Srbska a podle Srbska a některých dalších zemí je jí dodnes. Fakticky však kosovský parlament vyhlásil dne 17. února 2008 v 15:50 SEČ nezávislost na Srbsku a prohlásil Kosovo za demokratický, světský a multietnický stát, který byl již uznán mnoha státy.
Historicky se Srbsko skládá z řady historických oblastí, především (bývalého regionu Rakousko-Uherska) Vojvodiny, která zahrnuje Bačku, část Banátu, Srem, jakož i nepatrnou část původního Srbska, a 'centrálního' Srbska, které zahrnuje regiony: Šumadija, Mačva, Stig, Negotinska krajina, Brankovina, Sandžak.
Základní dělení
- Autonomní kraj Vojvodina s hlavním městem Nový Sad
- zbývající území, tzv. Centrální Srbsko